# Michael Tørnes
Michael Tørnes, né le 8 janvier 1986 à Herlev, est un footballeur danois. Il évolue au Brøndby IF au poste de gardien de but.

## Biographie

### En club
Il joue deux matchs en Coupe de l'UEFA avec le club de Brøndby et quatre matchs en Ligue des champions avec le HJK Helsinki.